# Agrilus tarae
Agrilus tarae es una especie de insecto del género Agrilus, familia Buprestidae, orden Coleoptera.
Fue descrita científicamente por Bellamy, 1999.